# مؤتمر كلية كونيكتيكت للأنوثة السوداء
مؤتمر النسوية السوداء في جامعة كونكتيكت هو مؤتمر استمر لمدة ثلاثة أيام، وقد كان هدفه الاحتفال بأدوار النساء السود في العديد من المجالات المهنية، ومن ضمنها التعليم، الطب، الفن والسياسة.
من المتعارف عليه، أنه كان المؤتمر الأول من نوعه الذي جرى في حرم كلية أمريكية.

## تاريخياً

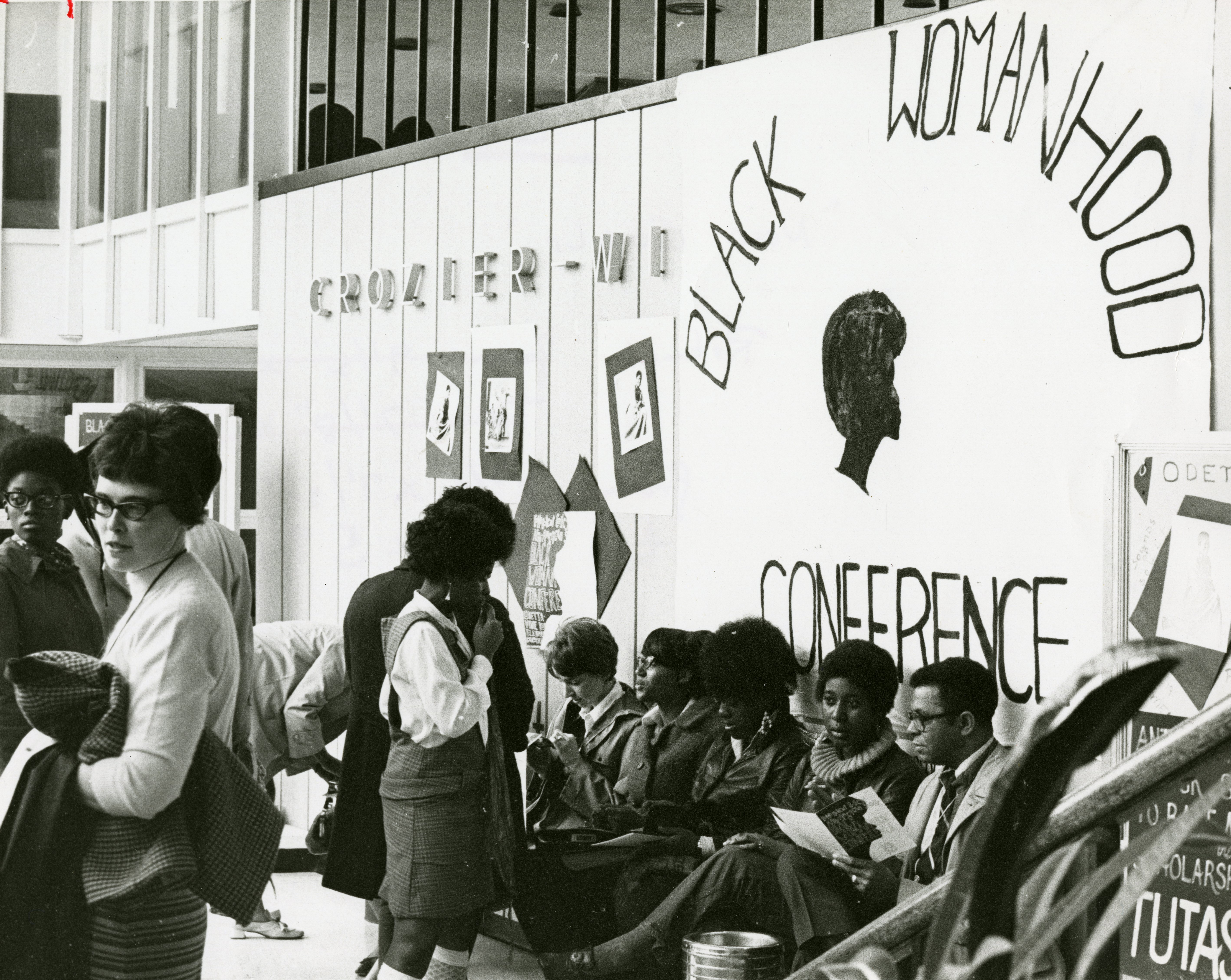
جلسات مؤتمر النسوية السوداء

سُجلت أول امرأة سوداء وتخرجت من جامعة كونكتكت مع دفعة ال 1931، وقد لحقت بها امرأة أخرى مع دفعة 1949 ولكنها لم تتخرج.
خلال فترة ال1950 كان يتواجد دائماً في الكلية 6 طلاب، إلا أنهم لم يستطيعوا التسجيل لأن الدفعات ما بين ال 1959 و1967 لم يضمّوا سواء طلاب من العرق الأبيض.
إلا أنه وفي عام 1968 إلتحق عشرة طلاب في الكلية.
هذا التغيير دفع بالجهود الادارية للتوجه نحو توظيف الأقليات في الجامعة.
وفي العام نفسه، تم تأسيس أول جمعية أمريكية من أصل أفريقي في كلية كونيتيكت، في الوقت عينه الذي تم فيه قبول الرجال في الكلية التي كانت سابقًا تضم النساء فقط.
بعد سنة من التخطيط، كان من المفترض أن يحصل مؤتمر النسوية السوداء من 18 إلى 20 أڤريل بمساعدة سو جونسون، المنسق التنفيذي، ود. مابيل سميذي، عضو في المجلس الاستشاري ومجلس الأمناء.
رئيس الطلاب بيڤيرلي فيليبس شرح هدف المؤتمر بالجملة التالية: " كوني أسود، أشعر أن ما قدمه العرق الأسود قد تم التهاون به. امرأة من العرق الأسود، حاولنا أن ندعو نساء متميزات من العرق الأسود ومن جميع المجالات لحرم هذه الجامعة، لكي يحدثونا عن تجربتهم كونهم نساء سود في هكذا مجتمع، ويناقشوا وإيانا التجربة السوداء بما أنها ترتبط بمهنتهم الشخصية.

## المؤتمر
أطلت فيني بوروز ، نجمة برنامج «المرأة الواحدة» بعنوان «المشي معًا، الأطفال»، وهو من خارج إنتاج برودواي، خطابًا ضم مقتطفات من الأدب الأمريكي الأسود من أجل نقل تجارب النساء السود، مؤكدة أن «الأنوثة السوداء يتم تمييزها بشكل فريد في أعمال الشعراء والكتاب السود».

## الندوات
عقدت الندوات بقيادة شخصيات سوداء بارزة تمثل مجموعة واسعة من المصالح المهنية في «صالات النوم المشتركة». وكان من بين المتحدثين الضيوف جويل بلومر كوب، أستاذة علم الأحياء في كلية سارة لورنس، وباحثة سرطان، وعميد الكلية القادم من كلية كونيتيكت، الدكتورة أليس جوليت، طبيبة نفسانية في واشنطن ومرشحة لجائزة إيمي لشبكة NBC الخاصة العقل العاجز؛ روث ويلسون، معلمة في مدرسة ابتدائية في نيو هافن، المحترم كونستانس بيكر موتلي ، قاض في محكمة المقاطعة الفيدرالية للمنطقة الجنوبية من نيويورك، إنج هارديسون ، نحاتة شخصيات تاريخية سوداء؛جويس ميتشل كوك، أستاذة الفلسفة في كلية برين ماور؛ راشيل روبنسون، باحثة طبية وزوجة لاعب البيسبول المحترف جاكي روبنسون؛ الدكتور مابيل سميث، سفير الولايات المتحدة وعضو مجلس أمناء كلية كونيتيكت.

## الأداء
افتتاحاً للمؤتمر، ولتمثيل نفوذ النساء السود في الفنون الجميلة، قام الثنائي بيرل بريموس وزوجته وزوجته بيرسيفال بورد، مؤسسو شركة الرقص الأفرو الكاريبي بجولة بالرقص بين غرب الهند وأفريقيا. وإثنائاً لموضوع المرأة السوداء في الفنون، أغلقت ليلة السبت بأداء للمغنية وكاتبة الأغاني والناشطة أوديتا.

## عنوان الختام
ألقت إليانور هولمز نورتون ، مساعدة المدير القانوني لاتحاد الحريات المدنية الأمريكية وعضو الكونجرس المستقبلي، كلمة ختامية تناولت دور النساء السود في أمريكا والاختلافات بين العائلات البيضاء والسوداء. استكشف نورتون كيف تتميز التجارب الدقيقة للنساء السود وأسرهن عن تجارب النساء البيض وأسرهم من خلال عمل غويندولين بروكس. هذا الاختلاف يمكن أن يُمكِّن من إنشاء المثل العليا داخل هياكل الأسرة السوداء والعالم المهني.

## الميراث
يُعتقد أن المؤتمر هو الأول من نوعه في حرم الكلية الأمريكية. كان هذا إنجازًا مهمًا نظرًا لقرب المؤتمر التاريخي من حركة الحقوق المدنية، حتى مع وجود غالبية النساء البيض في حرم كلية كونيتيكت. تم التبرع بالعائدات التي تم جمعها من المؤتمر لصندوق منحة الطلاب السود من أجل دعم هدف الكلية لتعزيز قبول المجموعات الممثلة تمثيلا ناقصا